# پیرمرد و دریا
پیرمرد و دریا (به انگلیسی: The Old Man and the Sea) نام رمان کوتاهی است از ارنست همینگوی، نویسنده سرشناس آمریکایی. این رمان در سال ۱۹۵۱ در کوبا نوشته شد و در ۱۹۵۲ به چاپ رسید. پیرمرد و دریا واپسین اثر مهم داستانی همینگوی بود که در دوره زندگی‌اش به چاپ رسید. این داستان، که یکی از مشهورترین آثار اوست، شرح تلاش‌های یک ماهیگیر پیر کوبایی است که در دل دریاهای دور برای به دام انداختن یک نیزه‌ماهی بسیار بزرگ با آن وارد مبارزهٔ مرگ و زندگی می‌گردد. نوشتن این کتاب یکی از دلایل عمده اهدای جایزه ادبی نوبل سال ۱۹۵۴ به ارنست همینگوی بوده‌است.
ارنست همینگوی در این کتاب به حوزهٔ زندگی پیرمردی چنگ می‌اندازد که روزی قلمرو بزرگ دریا در حیطه اقتدارش بود و عروسکان خوش خرام دریا بیوه‌هایی بوده‌اند درمانده در تار و پود تورش و اینک زندگی او به پایان خود می‌رسد، در آرزوی بزرگ‌ترین صیدش دل به دریای بزرگ می‌سپارد و بزرگترین صیدش را به چنگ می‌آورد ولی آن قدرتی که بتواند شاهکار آخرین خود را به ساحل بکشد را ندارد و چیزی جز اسکلت به ساحل نمی‌آورد. همینگوی در پیرمرد و دریا، شکوه قلمرو دریا را با افت و خیز زندگی دراز یک صیاد در هم می‌آمیزد و از این آمیزش زندگی‌نامه‌ای سرشار از اندوه برای صیادی از پا افتاده فراهم می‌کند.
پیرمرد و دریا یک «رمان کوتاه» است، چراکه این رمان به فصل‌ها یا قسمت‌های جدا تقسیم نشده‌است و علاوه بر این فقط اندکی از یک داستان کوتاه بلندتر است. پیرمرد و دریا اولین بار در تمامیت خود، شامل ۲۶٬۵۰۰ واژه، در شماره یکم سپتامبر ۱۹۵۲ مجله لایف منتشر شد و باعث شد ظرف فقط ۲ روز بیش از ۵ میلیون نسخه از این مجله فروش برود. نقدهایی که دربارهٔ این داستان نوشته شد، همگی بدون استثناء و به‌طور اغراق‌آمیزی مثبت بودند. هرچند بعدها تعداد کمی نقد مخالف نیز نوشته شد که نویسندگانشان زیاد با پیرمرد و دریا میانهٔ خوبی نداشتند و به آن خرده می‌گرفتند. در یکی از چاپ‌های اولیه، نام کتاب بر روی جلد اشتباهاً پیرمردها و دریا چاپ شده بود.
الکسی لئونوف در خاطراتش نقل کرده که پیرمرد و دریا یکی از کتاب‌های مورد علاقهٔ یوری گاگارین بوده‌است. وی این موضوع را در سفرش به کوبا به خود ارنست همینگوی هم گفته بوده‌است.

## الهام از واقعیت
پس از سال ۱۹۴۰ زمانی که ارنست همینگوی به همراه همسر سومش مارتا گلهورن (Martha Gellhorn) در کوبا زندگی می‌کرد، قایق‌رانی و ماهی‌گیری تفریحات اصلی او به حساب می‌آمدند. زندگی‌نامه‌نویسانی که در مورد زندگی و آثار همینگوی مقاله و کتاب نوشته‌اند همگی همداستان‌اند شخصیت «پیرمرد» در داستان پیرمرد و دریا دست کم در برخی موارد برگرفته از شخصیت واقعی یک ماهی‌گیر کوبایی به نام گرگوریو فوئنتس (Gregorio Fuentes) بوده‌است. همینگوی در سال‌های ۱۹۳۰ گرگوریو را برای نگهداری و محافظت از قایق خود، «پیلار»، استخدام کرده بود و بعدها وقتی در کوبا اقامت گزید بین او و آن پیرمرد ماهی‌گیر، پیوندهای دوستی محکمی ریشه گرفت. فوئنتس تقریباً ۳۰ سال، حتی وقتی که همینگوی در کوبا زندگی نمی‌کرد، ناخدایی «پیلار» را به عهده داشت. فوئنتس در سال ۲۰۰۲ بر اثر ابتلا به سرطان در ۱۰۴ سالگی درگذشت. وی پیش از مرگ «پیلار» را به دولت کوبا هدیه کرد. با توجه به بی‌سوادی فوئنتس، او هرگز نتوانست پیرمرد و دریا را بخواند.

## خلاصه داستان
پیر مرد و دریا داستان مبارزه حماسی ماهی‌گیری پیر و باتجربه است با یک نیزه ماهی غول پیکر برای به دام انداختن آن. صیدی که می‌تواند بزرگ‌ترین صید تمام عمر او باشد.
وقتی داستان آغاز می‌گردد سانتیاگو (Santiago)، پیرمرد ماهی‌گیر، ۸۴ روز است که حتی یک ماهی هم صید نکرده‌است. او آن‌قدر بدشانس بوده‌است که پدر و مادر شاگرد او، مانولین (Manolin)، او را از همراهی با پیرمرد منع کرده و به او گفته‌اند بهتر است با ماهی‌گیرهای خوش‌شانس‌تر به دریا برود. مانولین اما به پیرمرد علاقه‌مند است و در تمام مدتی که پیرمرد دست خالی از دریا برگشته‌است هر شب به کلبه او سر زده، وسایل ماهی‌گیری‌اش را ضبط و ربط کرده، برایش غذا برده و با او دربارهٔ مسابقات بیسبال آمریکا و بازیکن محبوب سانتیاگو، جو دی‌ماجیو به گفتگو نشسته‌است. یک شب بالاخره پیرمرد به مانولین می‌گوید که مطمئن است که دوران بدشانسی او به پایان رسیده‌است و به همین دلیل خیال دارد روز بعد قایقش را بردارد و برای صید ماهی تا دل آب‌های دور گلف استریم و تنگه فلوریدا برود.
فردای آن شب در روز هشتادوپنجم سانتیاگو به تنهایی قایقش را به آب می‌اندازد و راهی دریا می‌شود. وقتی از ساحل بسیار دور می‌شود طعمه خود را به دل آب‌های عمیق خلیج می‌سپارد. ظهر روز بعد یک ماهی بزرگ، که پیرمرد مطمئن است یک نیزه ماهی است، طعمه را می‌بلعد. سانتیاگو قادر به گرفتن و بالا کشیدن ماهی عظیم‌الجثه نیست و متوجه می‌شود که درعوض ماهی دارد قایق را می‌کشد و با خود می‌برد. دو روز و دو شب به همین صورت می‌گذرد و پیرمرد با جثه نحیف خود فشار سیم ماهی‌گیری را که توسط ماهی کشیده می‌شود تحمل می‌کند. سانتیاگو در اثر کشمکش و تقلا زخمی شده‌است و درد می‌کشد، با این حال ماهی را برادر خطاب می‌کند و تلاش و تقلای او را ارج می‌گذارد و آن را ستایش می‌کند.
روز سوم ماهی از کشیدن قایق دست برمی‌دارد و شروع می‌کند به چرخیدن به دور آن. پیرمرد متوجه می‌شود که ماهی خسته شده‌است و با این که خود نیز رمقی در بدن ندارد هرطور شده ماهی را به کنار قایق می‌کشاند و با فروکردن نیزه‌ای در بدنش آن را می‌کشد و به مبارزه طولانی خود با ماهی سرسخت و سمج پایان می‌بخشد. سانتیاگو ماهی را به کنار قایق می‌بندد و پاروزنان به‌طرف ساحل حرکت می‌کند و به این می‌اندیشد که در بازار چنین ماهی بزرگی را از او به چه مبلغی خواهند خرید و ماهی با این جثه بزرگش شکم چند نفر گرسنه را سیر خواهد کرد. پیرمرد اما پیش خود بر این عقیده است که هیچ‌کس لیاقت آن را ندارد که این ماهی باوقار و بزرگ‌منش را بخورد.
وقتی سانتیاگو در راه بازگشت به ساحل است کوسه‌ها که از بوی خون، پی به وجود نیزه‌ماهی برده‌اند برای خوردنش هجوم می‌آورند. پیرمرد چندتا از کوسه‌ها را از پا درمی‌آورد، ولی در نهایت، با فرا رسیدن شب، کوسه‌ها تمام ماهی را می‌خورند و فقط اسکلتی از او باقی می‌گذارند. سانتیاگو به خاطر قربانی کردن ماهی خود را سرزنش می‌کند. روز بعد پیش از طلوع آفتاب پیرمرد به ساحل می‌رسد و با خستگی دکل قایقش را به دوش می‌کشد و راهی کلبه‌اش می‌گردد. وقتی به کلبه می‌رسد خود را روی تختخواب می‌اندازد و به خوابی عمیق فرومی‌رود.
عده‌ای از ماهی‌گیران بی‌خبر از ماجراهای پیرمرد برای تماشا به دور قایق او و اسکلت نیزه‌ماهی جمع می‌شوند و گردشگرانی که در کافه‌ای در همان حوالی نشسته‌اند اسکلت را به اشتباه اسکلت کوسه‌ماهی می‌پندارند. شاگرد پیرمرد، مانولین، که نگران او بوده‌است با خوشحالی او را صحیح و سالم در کلبه‌اش می‌یابد و برایش روزنامه و قهوه می‌آورد. وقتی پیرمرد بیدار می‌شود، آن دو دوست به یکدیگر قول می‌دهند که بار دیگر به اتفاق برای ماهی‌گیری به دریا خواهند رفت. پیرمرد از فرط خستگی دوباره به خواب می‌رود و خواب شیرهای سواحل آفریقا را می‌بیند.

## نمادگرایی و شخصیت
درون‌مایه داستان پیرمرد و دریا را می‌توان به روش‌های گوناگون تعبیر و تفسیر کرد. خود همینگوی در این مورد گفته‌است:
شما هیچ کتاب خوبی پیدا نمی‌کنید که نویسنده‌اش پیشاپیش و با تصمیم قبلی، نماد یا نمادهایی در آن وارد کرده باشد… من کوشش کردم در داستانم یک پیرمرد واقعی، یک پسربچه واقعی، یک دریای واقعی، یک ماهی واقعی و یک کوسه‌ماهی واقعی خلق نمایم؛ و تمام این‌ها آن قدر خوب و حقیقی از کار درآمدند که حالا هر یک می‌توانند به معنی چیزهای مختلفی باشند. 
سبک داستان، سادگی، واقعی و باورپذیر بودن ماجراهایش این امکان را پدید می‌آورد که داستان را بتوان به صورت‌های گوناگون تعبیر و تفسیر کرد. چند نمونه از این تفاسیر بدین شرح‌اند:
سانتیاگو به‌عنوان نماد یک قهرمان شکست‌خورده:
سانتیاگو شخصیت اصلی داستان پیرمرد و دریا می‌تواند نماد یک قهرمان شکست خورده باشد. او نمونه‌ای است از شجاعت، قدرت و استقامت نژاد انسان. او مثل تمام انسان‌ها با سرنوشت (ماهی) و زندگی که هم دوست‌داشتنی است و هم مورد نفرت (دریا) به مبارزه برمی‌خیزد. چیزی که در واقعیت امر باعث شکست سانتیاگو می‌شود غرور اوست. سانتیاگو نمادی است برای نوع انسان. همینگوی در چندین جا او را با عیسی مسیح مقایسه کرده‌است. سانتیاگو «دکل قایقش را روی شانه‌هایش گذاشت و به طرف بالای جاده به راه افتاد… او قبل از آنکه به کلبه‌اش برسد پنج بار بر زمین نشست». و این شباهت زیادی دارد به حالت‌های عیسی مسیح وقتی صلیب بر دوش به سمت مصلوب شدن گام برمی‌داشت. جلوتر در داستان می‌خوانیم که وقتی سانتیاگو خوابید «صورتش رو به پایین بود… بازوانش به دو طرف دراز شده و کف دستانش رو به بالا بودند». حالتی که کاملاً به قرار گرفتن مسیح بر روی صلیب شباهت دارد. پیرمرد در تمام طول داستان در آرزوی داشتن نمک، این ادویه و چاشنی اصلی غذای انسان است. او مانند پطرس، یکی از حواریون مسیح، ماهی‌گیر است.
نیزه‌ماهی نماد مذهب است. ماهی از همان روزهای اول پیدایش مسیحیت، نماد این دین بوده‌است. دریا نشانه زندگی است، چراکه زندگی از آن‌جا آغاز شده‌است و بقای بشریت بسته به وجود آن است.
سانتیاگو یک قهرمان است ولی یک قهرمان شکست خورده. او بر حریف که او آن را برادر خود می‌خواند چیره می‌گردد اما پیروز از میدان بیرون نمی‌آید، چراکه به هدف خود (فروش ماهی) نمی‌رسد. پیرمرد هرچند در پایان داستان زنده می‌ماند اما بخشی از شخصیت او قهرمانانه جان سپرده‌است.
سانتیاگو به‌عنوان نماد یک قهرمان شکست ناپذیر:
پیرمرد در طول ۸۴ روزی که موفق به صید ماهی نمی‌شود شکم خود را با اندک غذایی که کافه‌چی محل از روی دلسوزی به او می‌دهد سیر می‌کند. او گرسنگی و تحقیر را تحمل می‌کند ولی هرگز امید خود را برای صید یک ماهی بزرگ از دست نمی‌دهد. او به انتظار روز موعود می‌نشیند. ذات صید کردن برای او مهم‌تر از سیر کردن شکم گرسنه خویش است؛ و آن ماهی بزرگ بالاخره روزی واقعاً از راه می‌رسد. پیرمرد برای اثبات مهارت و قدرت خویش در ماهی‌گیری گرسنگی خود را نادیده می‌گیرد؛ ولی وقتی ماهی را صید می‌کند، قسمتش نیست که بتواند آن را برای خود نگه دارد. شانسی که در پیدا کردن و صید آن ماهی غول‌پیکر داشته‌است در مقابل یک ضرر مادی (خورده شدن ماهی توسط کوسه‌ها) قرار می‌گیرد. ماهی می‌توانست پاداشی باشد برای آن همه تلاش، مبارزه و تحمل درد. اما وقتی سانتیاگو توجه خود را از شور و حال به دام انداختن ماهی منحرف کرده و به طمع و منافع مادی (فروش ماهی در بازار) متمرکز می‌کند، شانس و اقبال از وی روی برمی‌گردانند، چرا که دریا طمع‌کاری را پاداش نمی‌دهد اما پیرمرد هرچه باشد بازی را نباخته‌است. یکی از پیام‌هایی را که مکرراً در کارهای همینگوی به چشم می‌خورد می‌توان در نقل قول زیر خلاصه کرد:
انسان واقعی ممکن است نابود شود ولی هرگز شکست نخواهد خورد.
سانتیاگو به دلیل طمع خویش مجازات می‌گردد، ولی هیچ چیز نخواهد توانست درخشش پیروزی او بر نیزه‌ماهی عظیم‌الجثه را زایل سازد.